# Trichilia triacantha
Trichilia triacantha är en tvåhjärtbladig växtart som beskrevs av Ignatz Urban. Trichilia triacantha ingår i släktet Trichilia och familjen Meliaceae. IUCN kategoriserar arten globalt som akut hotad. Inga underarter finns listade i Catalogue of Life.